# 타이빈성
타이빈성(베트남어: Tỉnh Thái Bình / 省太平)은 베트남의 오래된 지방이다. 2025년 6월 12일, 타이빈성 성이 흥옌성 편입되었다.

## 어원
타이빈은 한월어로 태평(太平)의 음가이다.

## 지리
타이빈성은 수도 하노이에서 남동쪽으로 120km 떨어진 태평양에 접한 도시다. 동쪽으로는 52km의 해안선을 가지고 있고, 통킹만, 동해와 맞닿아 있다.
타이빈성의 행정 경계는 각각 다음과 같다.
- 북쪽은 하이즈엉성과 경계를 접한다.
- 북서쪽은 흥옌성과 경계를 접한다.
- 동북쪽은 하이퐁시와 경계를 접한다.
- 서쪽은 하남성과 경계를 접한다.
- 서쪽과 남서쪽에 남딘성이 경계를 접한다.

타이빈성의 지형은 경사도가 1% 미만인 매우 평평한 지형이다. 일반적인 해발 고도는 1~2m 정도로 북쪽으로 갈수록 낮아진다.
타이빈성은 4개의 강이 흐르고 있다. 북쪽과 북동쪽에는 길이 35km의 호아강(Hoa river)이 있고, 북서쪽은 53km 길이의 홍강의 지류인 루옥강(Luộc River)이 있다. 서쪽과 남쪽은 홍강의 하류로 길이 67km이다. 짤리강(Tra Ly, 홍강의 1단계 지류)은 길이 65km로 서쪽에서 동쪽으로 타이빈성을 흐른다. 이 강들은 지엠디엔(타이빈성), 발랏, 짤리, 란을 포함한 4개의 큰 하구를 만든다. 바다와 가까워서 조수의 영향을 받고, 여름에는 큰 파도와 높은 침전물 함량으로 수위가 급격히 상승하며, 겨울에는 유량이 크게 감소하고 침전물이 미미하여 염수가 된다. 내륙으로 침투하는 거리는 15~20km에 이른다.

## 행정 구역
타이빈 성은 하나의 1개의 시와 7개의 현로 나뉜다.

### 성도
- 타이빈시 (Thái Bình / 太平 태평)

### 현
- 동흥현 (Ðông Hưng / 東興縣)
- 흥하현 (Hưng Hà / 興河縣)
- 끼엔쓰엉현 (Kiến Xương / 建昌縣)
- 꾸인푸현 (Quỳnh Phụ / 瓊附縣)
- 타이투이현 (Thái Thụy / 太瑞縣)
- 띠엔하이현 (Tiền Hải / 錢海縣)
- 부트현 (Vũ Thư / 武舒縣)

## 문화
과거 홍강 삼각주의 중심부에 자리 잡고 있었지만, 과거에는 타이빈성은 3개의 큰 강으로 둘러싸인 섬으로 간주되었으며, 병합되거나 분리되지 않은 유일한 성이다. 이 지정학적 위치는 타이빈성의 사람들에게 아주 다른 문화적 기질을 제공하였다. 타이빈은 핫째오 악극(쿠옥 마을, 퐁쩌우 싸, 오흥현)과 수상인형극(응우옌 싸, 동흥현)의 고향이기도 하다. 타이빈성 사람들은 그들의 실질적이고 영리한 성격으로 유명하다.
타이빈성은 중세에서 가장 번성하고, 유명한 문인인 레꾸이돈의 고향땅이기도 하다. 쩐투도는 쩐 왕조의 태조로 흥하현에서 태어났다. 하이퐁의 설립자인 부이비엔은 19세기에 유명한 개혁가였다. 그는 미국을 방문한 최초의 베트남인이었고, 응우옌 왕조 시대 미국 대사로도 활동하기도 했다.
우주로 여행한 최초의 베트남인은 타이빈성 토박이 우주비행사인 팜뚜언이다. 타이빈성의 또 다른 유명한 토박이들로는 베트남에서 벌어진 두 유명한 전쟁을 종결시킨 따끄옥루앗이 있다. 그는 크리스티앙 드 카스를 포로로 잡고 디엔비엔푸 전투(제1차 인도차이나 전쟁)와 부이꽝턴 전투에서 승리의 깃발을 쟁취한 사람이었다. 또 하나의 인물로는 부이꽝턴이 있다. 그는 북베트남의 탱크 부대를 이끌고 남베트남 정부 청사로 진입하였고, 즈엉반민 대통령을 제2차 인도차이나 전쟁에서 무조건 항복하게 만들었다. 타이빈 출신의 제1대 참모총장 황반타이를 비롯하여 타이빈성은 베트남의 정치적 반체제 인사들과 인도주의자들의 고향이기도 하다. 틱꽝도는 베트남 정부의 베트남 불교지도자이자 비평가이다. 2006년 라프토 기념상을 수상했으며 노벨평화상 후보자이기도 했다.
논란의 여지는 있지만, 가장 유명한 전후 베트남 작가인 즈엉투흐엉은 소설 《낙원》(Những thiên đường mù, 1988)을 미국에서 최초로 영어로 출판하기도 했다. 유명한 정치인인 응우옌 후우당은 끼엔쑤엉현에서 태어났으며 남베트남 지식인들의 정치적, 문화적 자유 운동을 위한 운동인 년반 사건의 지도자이자 저명한 희생자였다. 이 사건은 현대 베트남 역사상 가장 비극적인 사건 중 하나이다.